# Virginia Slims of Houston 1970
Il Virginia Slims of Houston 1970 è stato un torneo di tennis giocato sul sintetico indoor. È stata la 1ª edizione del torneo, che fa parte del Virginia Slims WTA Tour 1970. Si è giocato al Racquet Club di Houston negli USA dal 23 al 26 settembre 1970.

## Campionesse

### Singolare
Rosemary Casals ha battuto in finale  Judy Dalton con il punteggio di 5–7, 6–1, 7–5

### Doppio
- Doppio non disputato